# Exogastrulation
L'exogastrulation est une pathologie du développement embryonnaire. Elle résulte, lors de la gastrulation, en une non-internalisation des 2 feuillets cellulaires que sont l'endoderme et le mésoblaste intra-embryonnaire. Ces 2 feuillets, qui s'évaginent au lieu de s'invaginer au travers de la ligne primitive, provoque donc une exogastrulation qui est une anomalie non viable (le développement de l'embryon n'aboutira pas). Chez l'être humain, elle intervient au cours de la 3e semaine du développement.